# Симфониетта (Цемлинский)
Симфониетта, op. 23 — близкое к симфонии, но значительно более краткое (его исполнение занимает не более 20 минут; отсюда жанровое обозначение симфониетта) произведение Александра Цемлинского. Написана в марте—сентябре 1934 года, после вынужденного возвращения композитора из Берлина (куда он переехал в 1927 году) в Вену. Музыка отражает связанные с этим и с ещё более зловещими предчувствиями волнения. Действительно, в 1938 году, после аншлюса, Цемлинский с женой и дочерью бежал в Нью-Йорк. Приход нацистов к власти стал и началом заката его известности. Симфониетта впервые была исполнена 19 февраля 1935 года в Праге, дирижировал бывший помощник Цемлинского Г. Яловец. Несколько позднее, в том же году, Альбан Берг слышал по радио исполнение Цемлинского с Венским симфоническим оркестром. Он был в восторге от произведения, отметив вторую часть как наиболее выражающую музыкальную манеру Цемлинского.

## Музыка
В симфониетте три части.
- I. Sehr lebhaft (Presto die Viertel), ganze Takte.
- II. Ballade. Sehr gemessen (poco adagio), doch nicht schleppend.
- III. Rondo. Sehr lebhaft.

Внешние части — это вместе и праздник жизни, и пляска смерти. Музыка стремительна, бравурна (это наиболее виртуозное произведение Цемлинского). Две эти части связываются «мотивом радостного сердца» — маленькими фанфарами из восходящих кварт, придуманным Э. В. Корнгольдом. Цемлинский ввёл в него разрушительный полутональный поворот. Первая часть открывается мотивом 2—3—5 (B—Ces—E), но его задиристый порыв вверх сразу же получает ответ в виде вопросительной фразы «Wohin gehst du?» (с нем. — «Куда ты идёшь?» — песня об изгнании) из последней песни на стихи Метерлинка (op. 13). Во второй части (по форме это двойные вариации) в эту фразу добавляются квинты (F—B), использованные Цемлинским уже в Симфонии Си-бемоль мажор. Это создаёт основу для построения некоего подобия похоронного марша. Почти перед самой кульминацией у скрипок и трубы взлетает обрывок мелодии из написанного несколькими годами ранее «Мелового круга», будто бы страстный крик о свободе.

## Записи
| Год записи | Дирижёр    | Оркестр                                            | Фирма            |
| ---------- | ---------- | -------------------------------------------------- | ---------------- |
|            | Б. Клее    | Симфонический оркестр Берлинского радио (западный) | Koch Schwann     |
| 1995       | Дж. Конлон | Гюрцених-оркестр                                   | EMI Classics     |
| 1997       | Т. Даусгор | Симфонический оркестр Датского радио               | Chandos — 9601   |
| 2001       | Э. Бомон   | Чешский филармонический оркестр                    | Nimbus Records   |
| 2006       | Дж. Джадд  | Новозеландский симфонический оркестр               | Naxos — 8.570240 |